# Нейрофармакология
Нейрофармакология — раздел фармакологии, изучающий влияние лекарственных средств на функции нервной системы и регуляцию поведенческих механизмов. Существует два основных направления нейрофармакологии: поведенческая и молекулярная. Поведенческая нейрофармакология фокусируется на том, как лекарственные средства влияют на поведение человека (нейропсихофармакология), а также на изучении влияния зависимости на мозг человека. Молекулярная нейрофармакология включает изучение нейронов и их нейрохимических взаимодействий с целью разработки лекарств, оказывающих благотворное влияние на неврологическую функцию. Обе эти области тесно связаны, поскольку они связаны с нейротрансмиттерами, нейропептидами, нейрогормонами, нейромодуляторами, ферментами, вторичными мессенджерами, котранспортерами, ионными каналами и белками-рецепторами в центральной и периферической нервной системе. Изучая эти взаимодействия, исследователи разрабатывают лекарства для лечения многих неврологических расстройств, включая боль, нейродегенеративные заболевания, такие как болезнь Паркинсона и болезнь Альцгеймера, психические расстройства, зависимости и др.

## История
Становление нейрофармакологии как науки начинается с того момента, когда в начале XX века ученые смогли сформулировать базовое понимание нервной системы, а также взаимодействие нервных клеток между собой. В 1930-х годах французские ученые начали работать с соединением под названием фенотиазин, в надежде синтезировать лекарство, способное бороться с малярией. Хотя применение этого препарата было маловероятным у больных малярией, вскоре обнаружили, что он оказывает седативное действие наряду с благотворным действием на пациентов с болезнью Паркинсона. Такие исследования получили название «метод „черного ящика“», что означало введение ученым препарата и изучение его эффекта без понимания связи действия препарата и реакции пациента. Такой метод был основным подходом в этой области, до тех пор пока в конце 1940-х — начале 1950-х годов ученые не идентифицировали специфические нейротрансмиттеры, такие как норэпинефрин, дофамин и серотонин. В 1950-х годах исследователи также стали точнее измерять уровень определённых нейрохимических веществ в организме и таким образом соотносить этот уровень с поведением. Появление метода «зажима напряжения» в 1949 году позволило изучить ионные каналы и потенциал действия нервной клетки. Эти два важнейших исторических события в нейрофармакологии позволили ученым не только изучить, как информация передается от одного нейрона к другому, но и понять, как обрабатывается полученная информация на нейрональном уровне.

## Обзор
Нейрофармакология — очень широкая область науки, охватывающая многие аспекты нервной системы, от манипуляций с отдельными нейронами до целых областей центральной и периферической нервной системы. Чтобы лучше разобраться в основах разработки лекарственных препаратов, нужно сначала понять, как нейроны взаимодействуют друг с другом. 

## Нейрохимические взаимодействия

Схематическое строение нейрона

Чтобы оценить потенциальные достижения в медицине, которые может дать нейрофармакология, важно понимать, как человеческое поведение и мыслительные процессы передаются от нейрона к нейрону и как лекарства могут изменить химические основы этих процессов. 
Нейроны известны как возбудимые клетки, потому что на поверхности их мембраны имеется множество ионных каналов, которые позволяют ионам двигаться в обоих направлениях. Структура нейрона позволяет дендритам получать химическую информацию, переносить её через перикарион вниз по аксону и в конечном итоге передавать другим нейронам через терминали аксона. Потенциалозависимые ионные каналы обеспечивают быструю деполяризацию по всей клетке, которая, достигая определённого порога, вызывает потенциал действия. Как только потенциал действия доходит до окончания аксона, он вызывает приток ионов кальция в клетку. Затем ионы кальция заставляют везикулы, заполненные нейротрансмиттерами, связываться с клеточной мембраной и высвобождать её содержимое в синапс. Эта клетка известна как пресинаптический нейрон, а клетка, которая взаимодействует с высвобождаемыми нейротрансмиттерами, — постсинаптический нейрон. Как только нейротрансмиттер высвобождается в синапс, он может либо связываться с рецепторами постсинаптической клетки, либо захватываться обратно пресинаптической клеткой и сохраняться для последующей передачи. Также нейротрансмиттеры могут расщепляться специфическими ферментами в синапсе. Это три разных пути, в процессе которых действие лекарственных средств может влиять на связь между нейронами.
Есть два типа рецепторов, с которыми нейротрансмиттеры взаимодействуют на постсинаптических нейронах. Первыми типами рецепторов являются лиганд-управляемые ионные каналы, или LGIC. Рецепторы LGIC самые быстрые по преобразованию химического сигнала в электрический. Как только нейротрансмиттер связывается с рецептором, он вызывает конформационные изменения, которые позволяют ионам напрямую проникать в клетку. Второй тип известен как рецепторы, связанные с G-белком, или GPCR. Они намного медленнее, чем LGIC, из-за большего количества биохимических реакций, которые должны происходить внутри клетки. Как только нейротрансмиттер связывается с белком GPCR, он вызывает каскад внутриклеточных взаимодействий, которые могут привести к множеству различных изменений в клеточной биохимии, физиологии и экспрессии генов. Взаимодействия «нейротрансмиттер — рецептор» в области нейрофармакологии чрезвычайно важны, поскольку многие лекарства, которые разрабатываются сегодня, связаны с нарушением этого процесса.

## Молекулярная нейрофармакология
Молекулярная нейрофармакология включает изучение нейронов и их нейрохимические взаимодействия, а также рецепторов с целью разработки новых лекарств, которые будут применяться при лечении неврологических расстройств, таких как боль, нейродегенеративные заболевания и психологические расстройства. Есть несколько основных определений, понимание которых связывает нейротрансмиссию с действием рецепторов: 
1) агонист — молекула, которая связывается с рецепторным белком и активирует этот рецептор;
2) конкурентный антагонист — молекула, которая связывается с тем же участком на рецепторном белке, что и агонист, предотвращая активацию рецептора;
3) неконкурентный антагонист — молекула, которая связывается с белком-рецептором на сайте, отличном от сайта агониста, но вызывает конформационное изменение белка, не допускающее активации.
На взаимодействие «нейротрансмиттер — рецептор» могут влиять синтетические соединения, которые действуют как одно из трех вышеперечисленных. Натрий-калиевые каналы также могут манипулировать нейроном, чтобы вызвать ингибирующий эффект потенциала действия. 

### Гамма-аминомасляная кислота (ГАМК)
Нейротрансмиттер ГАМК опосредует быстрое синаптическое торможение в центральной нервной системе. Когда ГАМК высвобождается из пресинаптической клетки, она связывается с рецептором (скорее всего, рецептором ГАМКА), что вызывает гиперполяризацию постсинаптической клетки. Это противодействует эффекту возбуждения.
Рецептор ГАМКА содержит множество сайтов связывания, которые допускают конформационные изменения и являются основной мишенью для разработки лекарственных препаратов. Наиболее распространенный из этих сайтов связывания, бензодиазепин, позволяет оказывать как агонистическое, так и антагонистическое действие на рецептор. Распространенный препарат диазепам действует как аллостерический усилитель в этом месте связывания. Другой рецептор ГАМК, известный как ГАМКB, может быть активирован молекулой, называемой баклофен. Данное соединение действует как агонист, активируя рецептор, и помогает контролировать гипертонус мышц. 

### Дофамин
Дофамин опосредует синаптическую передачу, связываясь с пятью специфическими GPCR. Эти пять рецепторных белков разделены на два класса в зависимости от того, вызывает их активация возбуждающий или тормозной ответ постсинаптической клетки. Есть много видов веществ, легальных и нелегальных, которые влияют на дофамин и его взаимодействие в мозге. При болезни Паркинсона, заболевании, которое снижает количество дофамина в головном мозге, пациенту назначают предшественник дофамина леводопу, который может проникать через гематоэнцефалический барьер. Некоторые агонисты дофамина также назначаются пациентам с болезнью Паркинсона, у которых есть расстройство, известное как синдром беспокойных ног. Некоторыми примерами из них являются ропинирол и прамипексол.
Психологические расстройства, такие как синдром дефицита внимания и гиперактивности (СДВГ), можно лечить с помощью препарата метилфенидат (известный как риталин), который блокирует повторное поглощение дофамина пресинаптической клеткой, тем самым обеспечивая увеличение дофамина, оставшегося в синаптической щели. Это увеличение синаптического дофамина повышает вероятность связывания с рецепторами постсинаптической клетки. Этот же механизм используется нелегальными и более сильнодействующими стимуляторами, такими как кокаин.

### Серотонин
Серотонин обладает способностью опосредовать синаптическую передачу через рецепторы GPCR или LGIC. Возбуждающие или тормозящие постсинаптические эффекты серотонина определяются типом рецептора, экспрессируемого в данной области мозга. Наиболее популярные и широко используемые препараты для регуляции серотонина при депрессии — селективные ингибиторы обратного захвата серотонина (СИОЗС). Эти препараты ингибируют захват серотонина обратно в пресинаптический нейрон, оставляя больше медиатора в синаптической щели. 
До открытия СИОЗС также существовали препараты, ингибирующие фермент, расщепляющий серотонин. Ингибиторы моноаминоксидазы (ИМАО) увеличивали количество серотонина в синапсах, но имели много побочных эффектов, включая сильную мигрень и повышенное кровяное давление. В конечном итоге это было связано с лекарствами, взаимодействующими с обычным химическим веществом, известным как тирамин, который содержится во многих видах пищи, например в сыре.

### Ионные каналы
Ионные каналы, расположенные на поверхности мембраны нейрона, обеспечивают транспорт ионов натрия и калия в клетку и из неё. Избирательная блокировка этих ионных каналов снижает вероятность возникновения потенциала действия. Препарат рилузол является нейропротектором, блокирующим натриевые ионные каналы. Поскольку эти каналы не могут активироваться в отсутствие потенциала действия, нейрон не выполняет никакого преобразования химических сигналов в электрические и сигнал не движется дальше. Этот препарат используется в качестве анестетика, а также седативного средства.

## Поведенческая нейрофармакология

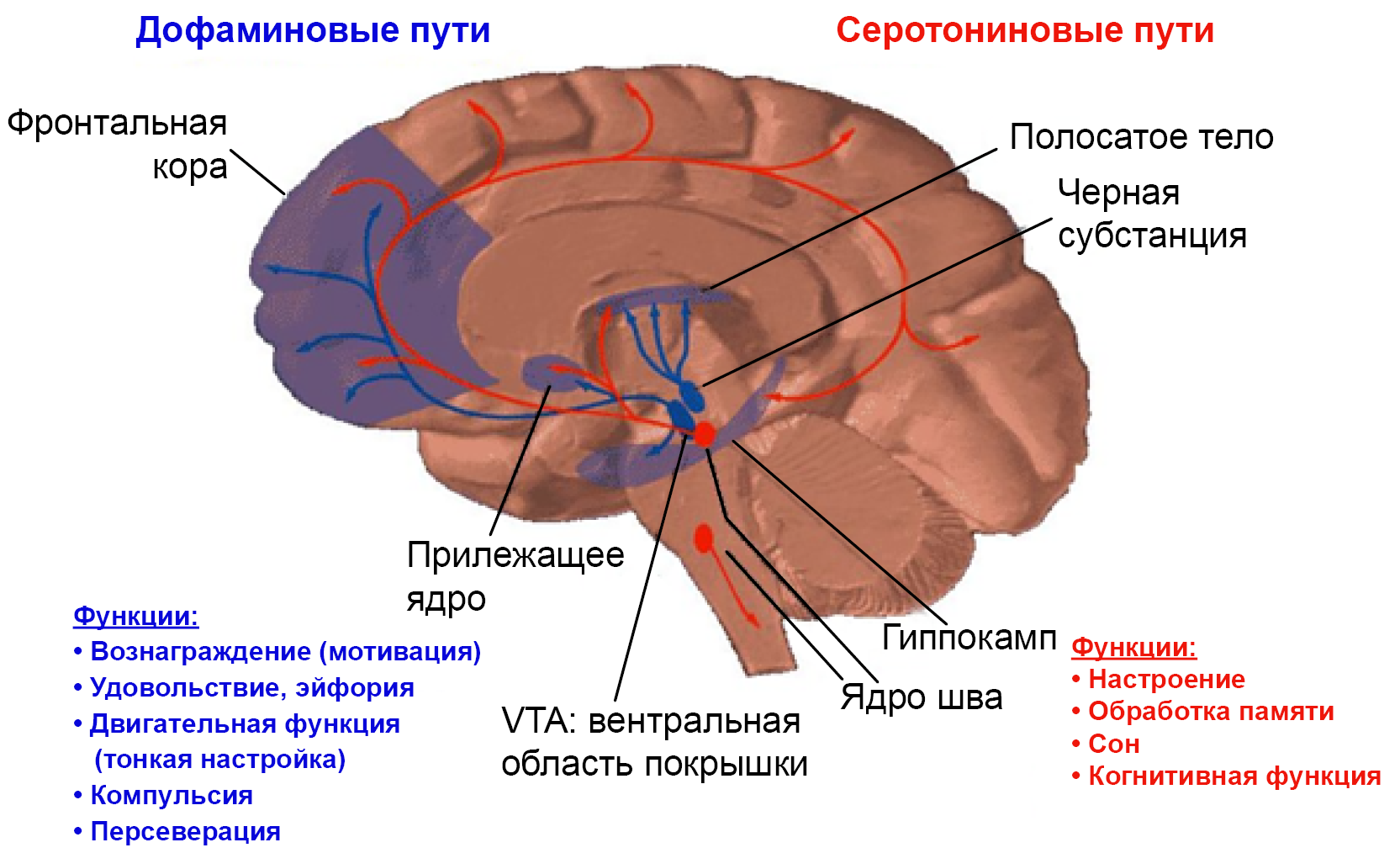
Путь дофамина и серотонина

Одна из форм поведенческой нейрофармакологии фокусируется на изучении наркотической зависимости и её влияния на человеческий разум. Большинство исследований показало, что основной частью мозга, усиливающей зависимость посредством нейрохимического вознаграждения, является прилежащее ядро. На изображении справа показано, как дофамин проецируется в эту область. Длительное чрезмерное употребление алкоголя может вызвать зависимость и привыкание.

### Этанол
Вознаграждающие и подкрепляющие (то есть вызывающие привыкание) свойства алкоголя опосредованы его воздействием на дофаминовые нейроны в мезолимбическом пути вознаграждения, который соединяет вентральную область покрышки с прилежащим ядром (NAcc). Одним из первичных эффектов алкоголя является аллостерическое ингибирование рецепторов NMDA и содействие активации рецепторов ГАМКА (например, усиленный поток хлоридов, опосредованный рецептором ГАМКА посредством аллостерической регуляции рецептора). В высоких дозах этанол ингибирует большинство лигандзависимых ионных каналов, а также потенциалзависимых ионных каналов в нейронах. Алкоголь подавляет натриево-калиевые насосы в мозжечке, вероятно, именно поэтому ухудшая его работу и, как следствие, координацию тела.
При остром отравлении алкоголем в синапсах мезолимбического пути высвобождается дофамин, что, в свою очередь, усиливает активацию постсинаптических D1-рецепторов. Активация этих рецепторов запускает постсинаптические внутренние сигнальные события через протеинкиназу А, которые в конечном итоге фосфорилируют белок, связывающий элемент ответа цАМФ (CREB), вызывая CREB-опосредованные изменения в экспрессии генов.
При хроническом алкоголизме потребление этанола индуцирует фосфорилирование CREB через путь рецептора D1, а также изменяет функцию рецептора NMDA посредством механизмов фосфорилирования. Хроническое потребление также связано с влиянием на фосфорилирование и функцию CREB посредством сигнальных каскадов постсинаптических рецепторов NMDA через путь MAPK/ERK и CAMK-опосредованный путь. Эти модификации функции CREB в мезолимбическом пути индуцируют экспрессию (то есть увеличение экспрессии генов) ΔFosB в NAcc, где ΔFosB является «главным контрольным белком», который при сверхэкспрессии в NAcc необходим и достаточен для развития и поддержания аддиктивного состояния (то есть его сверхэкспрессия в прилежащем ядре вызывает, а затем напрямую модулирует компульсивное потребление алкоголя).

## Исследования

### Болезнь Паркинсона
Болезнь Паркинсона — нейродегенеративное заболевание, характеризующееся избирательной гибелью дофаминергических нейронов, расположенных в черной субстанции. Сегодня наиболее часто используемым препаратом для лечения является леводопа, или L-ДОФА. Этот предшественник дофамина может проникать через гематоэнцефалический барьер, тогда как дофамин не может. Было проведено обширное исследование, чтобы определить, является ли L-ДОФА лучшим средством для лечения болезни Паркинсона, чем другие агонисты дофамина. Некоторые считают, что длительное использование леводопы нарушает нейрозащиту и в конечном итоге приводит к гибели дофаминергических клеток. Хотя доказательств этому не было in vivo или in vitro, есть мнение, что долгосрочное использование агонистов дофамина безопаснее для пациентов.

### Болезнь Альцгеймера
Несмотря на то что существует множество гипотез, которые были предложены в качестве причин болезни Альцгеймера, знания об этом заболевании далеки от полного объяснения, что затрудняет разработку методов лечения. Известно, что при данном заболевании подавляются как нейрональные никотиновые ацетилхолиновые (nACh) рецепторы, так и рецепторы NMDA. В США были разработаны и одобрены Управлением по продуктам питания и лекарствам США (FDA) четыре антихолинэстеразных препарата. Однако они не являются оптимальными, учитывая их побочные эффекты и ограниченную эффективность. Один препарат, нефирацетам, разрабатываемый для лечения пациентов с болезнью Альцгеймера и с деменцией, обладает уникальным действием по усилению активности как рецепторов nACh, так и NMDA-рецепторов.

### Будущее
Благодаря достижениям в области технологий, разработка лекарств будет продолжаться в направлении повышения чувствительности и специфичности лекарств. Связь «структура — активность» является основной областью исследований в нейрофармакологии; предпринимаются попытки модифицировать эффект или активность биоактивных химических соединений путем изменения их химической структуры.